# Santiago Albertí i Gubern
Santiago Albertí i Gubern (Barcelona, 1930 - 1997) fou un filòleg i editor català que dedicà la seva vida a la seva obra. Traduí, entre d'altres autors, Antoine de Saint-Exupéry, Antonio Tabucchi i Michel Tournier. També fou un dels impulsors de la instal·lació de la parada que agrupava tots els editors de llibres en català a la rambla de Canaletes per la Diada de Sant Jordi durant el franquisme.

## Biografia
Acabada la Guerra Civil espanyola, va haver d'exiliar-se amb la seva família a Marsella, on al cap de molt poc temps ja parlava francès. Aprengué tanmateix de manera autodidacta portuguès, italià i anglès.
Albertí era llicenciat en Dret. Molt actiu a la postguerra i amb una enorme capacitat de treball, podia estar-s'hi 48 hores seguides, fundà Albertí Editor el 1954, i del 1954 al 1962 edità seixanta-vuit títols en la «Nova Col·lecció Lletres», que incorporà força autors inèdits a les lletres catalanes, i el 1957, la publicació miscel·lània «Quart Creixent» (quatre números).
Publicà un Diccionari castellà-català, català-castellà (1961), reeditat nombroses vegades, un important Diccionari biogràfic (1966-70) en quatre volums, els estudis historicopolítics L'Onze de Setembre (1964) i El republicanisme català i la restauració monàrquica (1875-1923) (1972), i un Diccionari de la llengua catalana (1975). I pòstumament, el 2004, Perill de bombardeig! Barcelona sota les bombes (1936-1939), escrit en col·laboració amb la seva filla, en què descriu com va viure el seu jo infant el bombardeig de la Gran Via de les Corts Catalanes, el 17 de març de 1938, des de la seva cambra al número 593, just al costat del cinema Coliseum. En aquell bombardeig van morir-hi 979 persones, d'entre les quals 118 infants.
Dedicat a la investigació en el camp de la ceràmica, fou un dels promotors de la Societat Catalana de Ceràmica Decorada i Terrissa (fundada el 1980). La seva col·lecció de rajola de mostra (formada per 1.287 peces) va ser adquirida per l'Ajuntament d'Esplugues de Llobregat l'any 2005, a fi de donar continuïtat i complementar la col·lecció de Salvador Miquel, i es troba al Museu Can Tinturé.